# Szaniec IS-V-6
Szaniec IS-V-6 (Infanterieschanze – szaniec piechoty) – szaniec wchodzący w skład V obszaru warownego Twierdzy Kraków.
Powstał w 1887 roku, jako typowy obiekt tego typu o kształcie zbliżonym do owalu, z charakterystycznym półkolistym wysunięciem do przodu części czołowej i w pewien sposób cofniętymi barkami w partiach szyi. Szaniec był wyposażony w suchą fosę o głębokości około 2-3 metrów, o stromych stokach i profilu trójkątnym. Szaniec był zbudowany jako obiekt całkowicie ziemny, nie posiadający żadnych elementów kubaturowych w okresie pokoju. Wewnątrz zaplanowano jednak miejsca na schrony drewniano-ziemne, osłaniane przez nasypy ziemne. Schrony miały zostać wykonane dopiero podczas przygotowań mobilizacyjnych do obrony. W ramach przygotowań do I wojny światowej ów szaniec nie został ujęty w planie mobilizacyjnym, podobnie jak inne tego typu obiekty, jako że już wcześniej uznano je za przestarzałe. Na przestrzeni lat, obiekt został częściowo zniszczony, poprzez utworzenie pola uprawnego, które praktycznie przecięło szaniec na dwie części.
Szaniec znajduje się w Dzielnicy III Prądnik Czerwony, na obszarze między ulicą Reduta od strony południowej, wzdłuż której od początku XXI wieku zostały wybudowane nowe budynki mieszkalne, a potokiem Sudół Dominikański od strony północnej. Na obszarze tym w latach 2018-2019 zrealizowano Park Reduta. W skład kompozycji przestrzennej nowego parku wszedł także Szaniec IS-V-6, którego otoczenie uporządkowano, szaniec otoczono betonową alejką spacerową, wykonano również oświetlenie.

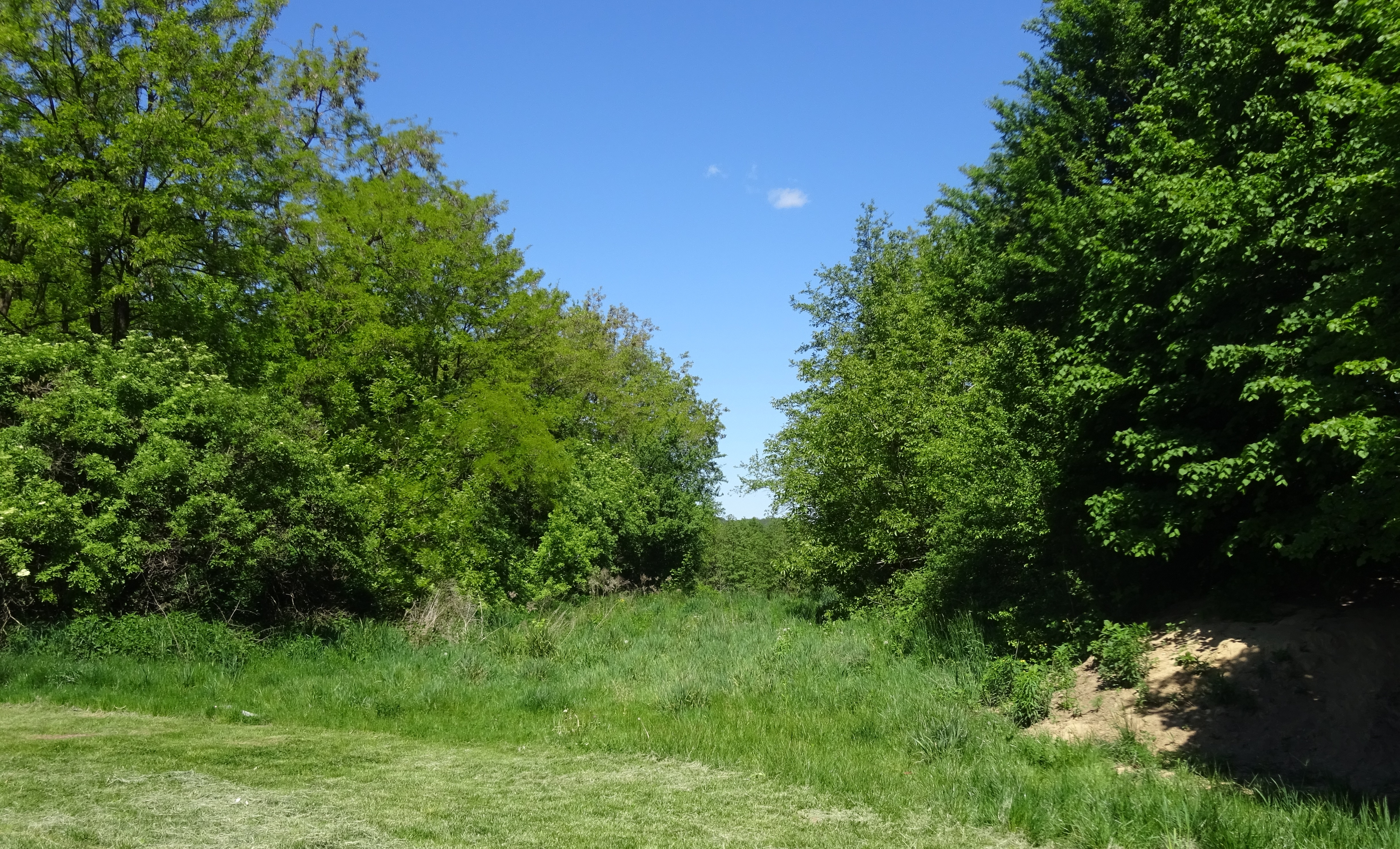
Dawne pola uprawne przecinające szaniec